# Рагби 15 репрезентација Молдавије
Рагби јунион репрезентација Молдавије је рагби јунион тим који представља Молдавију у овом екипном спорту. Молдавија је редовни учесник такмичења старог континента које се зове Куп европских нација. Прву утакмицу Молдавија је играла 1993. против Литваније и победила са 22-6. Дрес Молдавије је плаве боје, а капитен репрезентације је Александру Сисцану. Најтежи пораз Молдавији је нанела Хрватска 1997. резултат је био 65-5 у корист "шаховничара". Најубедљивију победу Молдавија је забележила 2005. над Луксембургом, резултат је био 55-6.

## Тренутни састав
Дмитри Архип
Виктор Архип
Игор Орхиану
Максим Кобилас
Вадим Кобилас
Руслан Дороган
Виктор Леон
Никита Макарија
Максим Гаргалик
Андреј Романов
Крег Фелстон
Октавијан Маноли
Александру Балтаг
Стефан Лека
Александру Булгак
Илие Лотца
Едуард Тодерика
Михаи Артик
Дорин Петраче
Михаи Голубенко